# The Colossus
 (janvier 2020).
The Colossus est un album du musicien hip-hop RJD2 sorti en 2010.

## Liste des titres
| No  | Titre                | Featuring                  | Durée |
| --- | -------------------- | -------------------------- | ----- |
| 1.  | Let There Be Horns   |                            | 4:09  |
| 2.  | Games You Can Win    | Kenna                      | 5:26  |
| 3.  | Giant Squid          |                            | 4:08  |
| 4.  | Salud 2              |                            | 0:49  |
| 5.  | The Glow             |                            | 4:26  |
| 6.  | A Spaceship For Now  |                            | 3:15  |
| 7.  | The Shining Path     | Phonte Coleman             | 4:08  |
| 8.  | Crumbs Off The Table | Aaron Livingston           | 4:04  |
| 9.  | A Son's Cycle        | The Catalyst, Illogic & NP | 4:05  |
| 10. | Tin Flower           |                            | 3:48  |
| 11. | Small Plans          |                            | 4:32  |
| 12. | Gypsy Caravan        |                            | 2:13  |
| 13. | The Stranger         |                            | 3:59  |
| 14. | Walk With Me         |                            | 5:24  |